# Grand Prix automobile des États-Unis 1965
GP précédent GP suivant
Le Grand Prix des États-Unis 1965 (VIIIth United States Grand Prix), disputé sur le circuit de Watkins Glen le 3 octobre 1965, est la cent-quarantième épreuve du championnat du monde de Formule 1 courue depuis 1950 et la neuvième manche du championnat 1965.

## Contexte avant la course

### Le championnat du monde
Depuis 1961, la Formule 1 suit la réglementation 1 500 cm3 (dérivée de l'ancienne Formule 2 de la période 1957 à 1960). Initialement prévue pour une période de trois ans, la formule a été prolongée de deux années supplémentaires par la Commission sportive internationale, garantissant la stabilité technique jusqu'à fin 1965, alors que la saison 1966 inaugurera la Formule 1 «3 litres». La réglementation s'appuie sur les points suivants :
- interdiction des moteurs suralimentés
- cylindrée minimale : 1 300 cm3
- cylindrée maximale : 1 500 cm3
- poids minimal : 450 kg (à sec)
- double circuit de freinage obligatoire
- arceau de sécurité obligatoire (le haut du cerceau devant dépasser le casque du pilote)
- démarreur de bord obligatoire
- carburant commercial
- ravitaillement en huile interdit durant la course

Jim Clark s'étant assuré le titre 1965 dès le Grand Prix d'Allemagne en obtenant sa sixième victoire de la saison, apportant également la Coupe des constructeurs à l'équipe Lotus, les dernières épreuves de l'année ne présentent qu'un intérêt relatif pour l'issue championnat du monde. Seule la place de dauphin de Clark, opposant Graham Hill et Jackie Stewart, les deux sociétaires de l'équipe BRM, constitue un enjeu important ; comptant chacun un succès, ils ne sont séparés que d'un seul point au classement provisoire, à la veille de la course américaine. Champion du monde 1964, le «ferrariste» John Surtees aurait également pu briguer cette place de dauphin, mais un grave accident survenu à Mosport au volant de sa Lola T70 la semaine précédente, lors des essais du Grand Prix du Canada (épreuve d'endurance), a mis un terme à la saison du pilote britannique.

### Le circuit

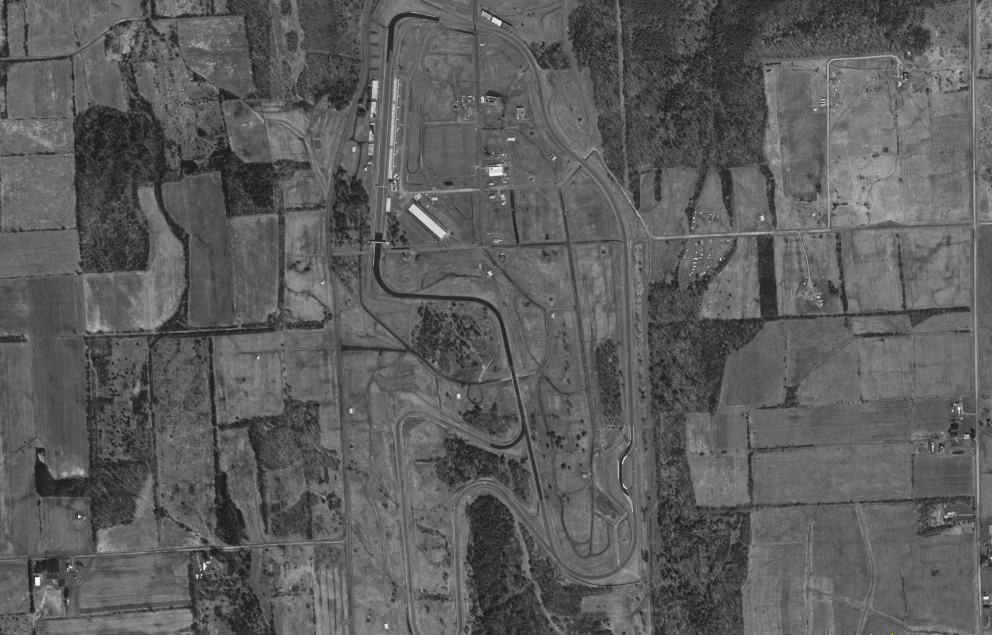
Vue aérienne du circuit de Watkins Glen, quelques kilomètres au sud du lac Seneca.

Créé en 1956 sous la houlette de l'avocat Cameron Argetsinger, passionné de sport automobile, le circuit permanent de Watkins Glen est situé au sud du lac Seneca. Tout d'abord utilisé pour les courses nationales de voitures de sport organisées par le SCCA, il est depuis 1961 le théâtre du Grand Prix des États-Unis. La réalisation d'un grand garage couvert (le «Tech Center»), en 1963, a nettement amélioré les conditions d'accueil des concurrents, conditions assez spartiates durant les premières années. Le «Glen» est depuis particulièrement apprécié des pilotes et du public, tant pour son cadre accueillant que pour la qualité de son tracé. Le record officiel du circuit est détenu par Jim Clark, le champion écossais ayant parcouru les 3,7 kilomètres du circuit à 183,2 km/h de moyenne lors de l'édition 1964 du Grand Prix.

## Monoplaces en lice
- Ferrari 158 & 1512 "Usine"

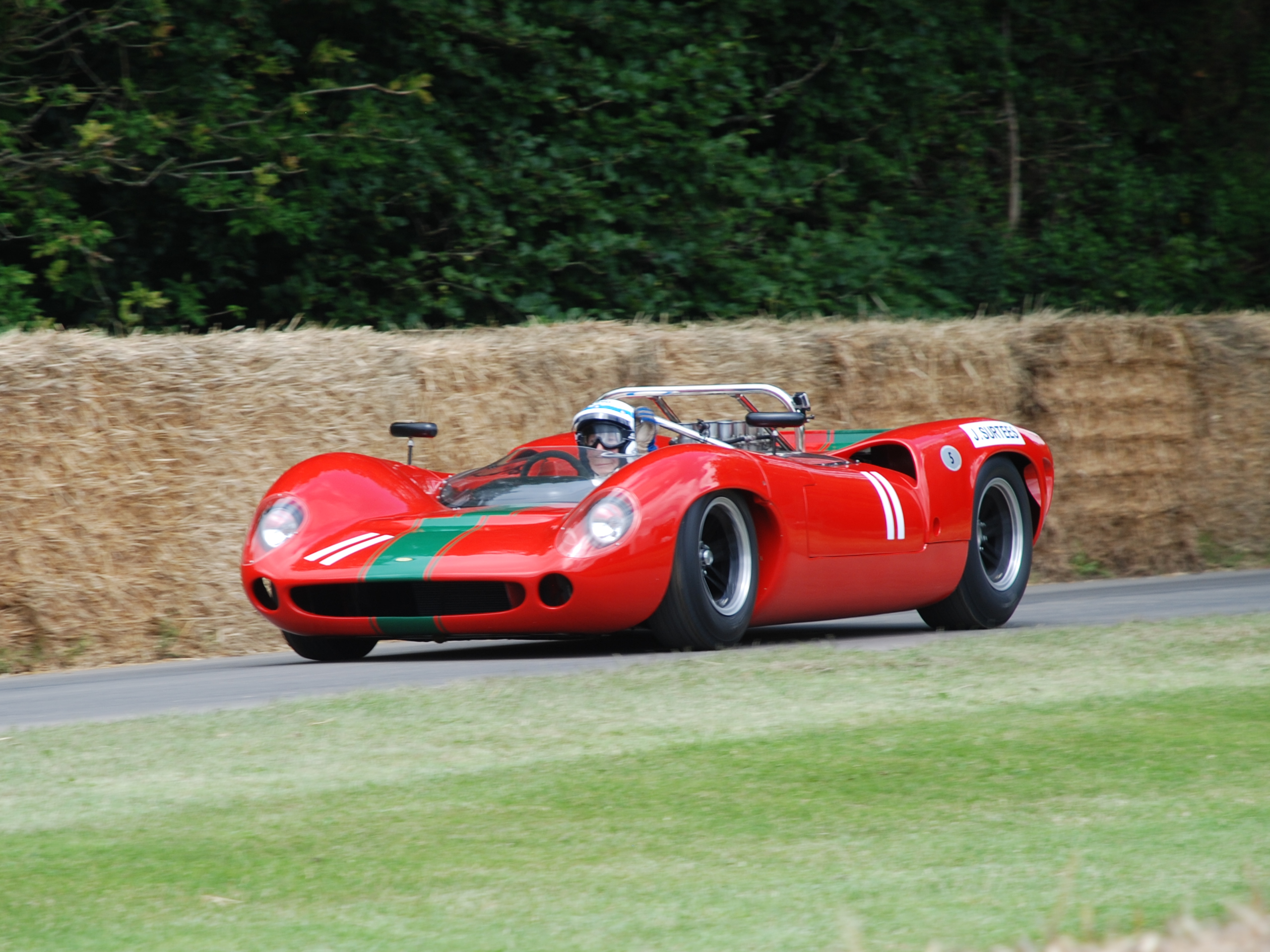
Victime d'un accident à Mosport au volant de sa Lola T70, John Surtees (vu ici sur cette voiture lors d'une manifestation historique), est indisponible pour le reste de la saison. La Scuderia Ferrari est ainsi privée de son pilote de pointe.

La Scuderia Ferrari est momentanément privée de son premier pilote, John Surtees étant hospitalisé à Toronto après avoir accidenté sa Lola lors des essais du Grand Prix du Canada. Le constructeur italien aligne néanmoins quatre monoplaces, deux 1512 à disposition de Lorenzo Bandini et une troisième confiée pour la circonstance à l'espoir mexicain Pedro Rodríguez, ainsi qu'une 158 pour Bob Bondurant (Rodríguez et Bondurant étant engagés sous les couleurs du North American Racing Team). Dotés d'une structure monocoque, les 158 et 1512 ont un aspect identique, la principale différence entre ces deux modèles étant leur moteur, un V8 à injection directe Bosch pour le premier contre un douze cylindres à plat à injection indirecte Lucas pour le second, avec des puissances respectives de 210 chevaux à 11000 tr/min et de 220 chevaux à 11500 tr/min. Les quatre voitures sont équipées de freins à disques Dunlop montés dans les roues à l'avant et «inboard» à l'arrière et d'une boîte cinq vitesses longitudinale. La 158 est un peu plus légère que les 1512 (468 kg à vide contre 475). Les Ferrari sont chaussées de pneus Dunlop.
- BRM P261 "Usine"

Au sein de la British Racing Motors, Graham Hill et Jackie Stewart disposent de leurs BRM P261 habituelles, une troisième voiture faisant office de mulet. Ces monoplaces à structure monocoque sont motorisées par un V8 à injection indirecte Lucas délivrant 210 chevaux à 11000 tr/min, couplé à une boîte de vitesses à six rapports. Sur la voiture de Hill, la géométrie de la suspension arrière a été quelque peu modifiée, l'attache supérieure étant un peu plus haute que sur les deux autres châssis. Pesant environ 460 kg à vide, les BRM utilisent des pneus Dunlop.
- Lotus 25 & 33 "Usine"

Jim Clark pilote à nouveau sa Lotus 33 équipée de la version 32 soupapes du moteur V8 Climax FWMV, son coéquipier Mike Spence disposant d'un modèle identique mais utilisant une version 16 soupapes du V8. L'habituelle monoplace de réserve de l'équipe, une 25C de 1963, est pourvue de tous les perfectionnements techniques inaugurés sur la 33 (suspensions améliorées, capot arrière profilé) et les différences sont infimes entre les deux modèles. Équipée d'un V8 Climax à 16 soupapes, elle est confiée pour la circonstance au pilote mexicain Moisés Solana, mais Clark et Spence pourront en disposer à leur guise. Pesant 455 kg à vide, les trois voitures sont dotées d'une boîte de vitesses ZF à cinq rapports. Alimenté par un système d'injection indirecte Lucas, le V8 développe 213 chevaux à 10500 tr/min en version 32 soupapes et 205 chevaux à 9600 tr/min en version 16 soupapes. Les Lotus officielles ont des pneus Dunlop.
- Lotus 25 & 33 privées

Tim Parnell engage une Lotus 25C pour Richard Attwood et une Lotus 33 pour Innes Ireland, toutes deux équipées d'un moteur V8 BRM (d'une puissance maximale d'environ 200 chevaux), d'une boîte de vitesses Hewland à cinq rapports et de pneumatiques Dunlop.
- Brabham BT11 "Usine"

Préparant activement son nouveau modèle en vue de la future réglementation «3 litres» de la Formule 1, le pilote-constructeur Jack Brabham s'est cette saison effacé au profit de son coéquipier Dan Gurney, se contentant d'un V8 Climax 16 soupapes et lui laissant l'usage de l'exemplaire du V8 Climax 32 soupapes attribué à son équipe. Cependant, depuis sa casse au Grand Prix de Monaco, en début d'année, ce moteur n'a jamais plus donné son rendement maximum et Gurney s'est régulièrement plaint de son manque de puissance. Brabham et Gurney disposent de leurs BT11 habituelles, à châssis multitubulaire. Elles pèsent 460 kg à vide. La transmission est assurée par une boîte cinq vitesses Hewland. L'écurie est sous contrat avec le manufacturier de pneumatiques Goodyear.
- Brabham privées

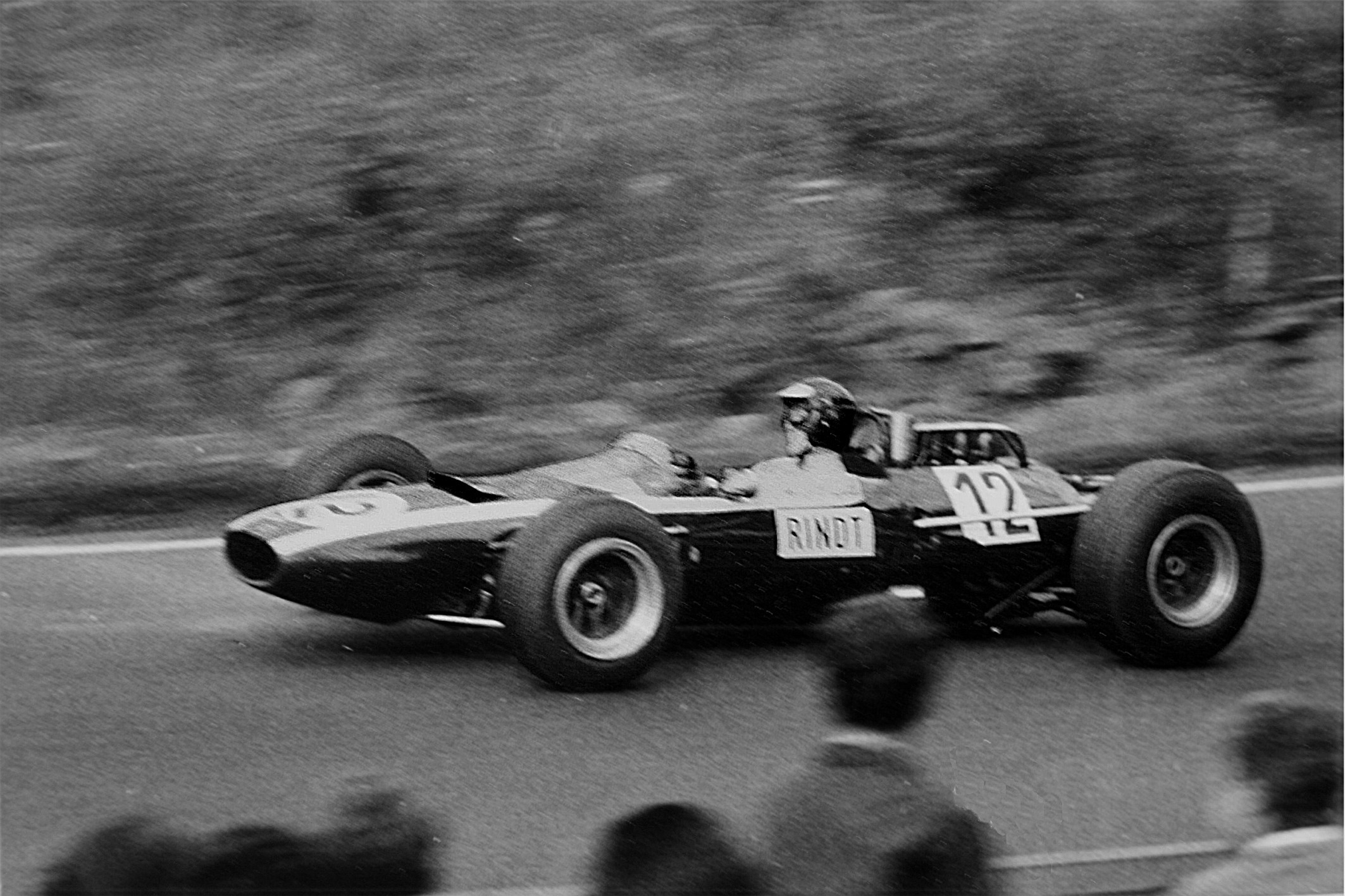
La Cooper T77 à moteur V8 Climax.

Rob Walker engage une Brabham BT7 à moteur V8 Climax pour Joakim Bonnier et une BT11 à moteur V8 BRM pour Joseph Siffert. Les deux voitures de l'écurie sont équipées d'une boîte six vitesses Colotti et de pneus Dunlop.
- Cooper T77 "Usine"

John Cooper aligne ses deux T77 à moteur V8 Climax MkIII pour Bruce McLaren et Jochen Rindt. La boîte six vitesses de ces monoplaces à châssis multitubulaire a été conçue et réalisée dans les ateliers du constructeur de Surbiton. Les Cooper pèsent 460 kg à vide et sont chaussées de pneus Dunlop.
- Honda RA272 "Usine"

Soichiro Honda est venu en personne soutenir son équipe, forte de trois RA272 à structure monocoque. Richie Ginther et Ronnie Bucknum disposent de leurs monoplaces habituelles, inchangées depuis Monza, tandis que la voiture de réserve a été récemment modifiée : le capot avant a été affiné pour améliorer la vitesse de pointe et l'empattement a été allongé de cinq centimètres pour une meilleure stabilité. Le moteur V12 à 48 soupapes, alimenté par un système d'injection intégré dans les tubulures, développe plus de 230 chevaux à 12000 tr/min. Dotées d'une boîte de vitesses ZF à six rapports et de pneus Goodyear, les Honda pèsent 480 kg à vide.

## Coureurs inscrits

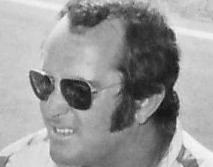
Spécialiste des courses d'endurance, le pilote américain Bob Bondurant fera ses débuts en Formule 1 à l'occasion de son Grand prix national.

| no  | Pilote                        | Écurie                      | Constructeur | Modèle       | N° châssis  | Moteur                                                     | Pneumatiques |
| --- | ----------------------------- | --------------------------- | ------------ | ------------ | ----------- | ---------------------------------------------------------- | ------------ |
| 1   | John Surtees                  | SpA Ferrari SEFAC           | Ferrari      | Ferrari 1512 | 1512/0008   | Ferrari 207 F12                                            | D            |
| 2   | Lorenzo Bandini               | SpA Ferrari SEFAC           | Ferrari      | Ferrari 1512 | 1512/0009   | Ferrari 207 F12                                            | D            |
| 2T  | Lorenzo Bandini               | SpA Ferrari SEFAC           | Ferrari      | Ferrari 1512 | 1512/0008   | Ferrari 207 F12                                            | D            |
| 3   | Graham Hill                   | Owen Racing Organisation    | BRM          | BRM P261     | 2616        | BRM P60 V8                                                 | D            |
| 3T  | Graham Hill                   | Owen Racing Organisation    | BRM          | BRM P261     | 2615        | BRM P60 V8                                                 | D            |
| 4   | Jackie Stewart                | Owen Racing Organisation    | BRM          | BRM P261     | 2617        | BRM P60 V8                                                 | D            |
| 5   | Jim Clark                     | Team Lotus                  | Lotus        | Lotus 33     | 33 R11      | Coventry Climax FWMV MkIV V8                               | D            |
| 6   | Mike Spence                   | Team Lotus                  | Lotus        | Lotus 33     | 33 R9       | Coventry Climax FWMV MkIII V8                              | D            |
| 7   | Jack Brabham                  | Brabham Racing Organisation | Brabham      | Brabham BT11 | F1-1-64     | Coventry Climax FWMV MkIII V8                              | G            |
| 8   | Dan Gurney                    | Brabham Racing Organisation | Brabham      | Brabham BT11 | F1-2-64     | Coventry Climax FWMV MkIV V8 Coventry Climax FWMV MkIII V8 | G            |
| 9   | Bruce McLaren                 | Cooper Car Company          | Cooper       | Cooper T77   | F1-2-65     | Coventry Climax FWMV MkIII V8                              | D            |
| 10  | Jochen Rindt                  | Cooper Car Company          | Cooper       | Cooper T77   | F1-1-65     | Coventry Climax FWMV MkIII V8                              | D            |
| 11  | Richie Ginther                | Honda R&D Company           | Honda        | Honda RA272  | 272-3 272-2 | Honda RA272E V12 Honda RA272E V12                          | G            |
| 11T | Richie Ginther Ronnie Bucknum | Honda R&D Company           | Honda        | Honda RA272  | 272-1       | Honda RA272E V12                                           | G            |
| 12  | Ronnie Bucknum                | Honda R&D Company           | Honda        | Honda RA272  | 272-2 272-1 | Honda RA272E V12 Honda RA272E V12                          | G            |
| 14  | Pedro Rodríguez               | North American Racing Team  | Ferrari      | Ferrari 1512 | 1512/0007   | Ferrari 207 F12                                            | D            |
| 15  | Joakim Bonnier                | Rob Walker Racing Team      | Brabham      | Brabham BT7  | F1-2-63     | Coventry Climax FWMV MkII V8                               | D            |
| 16  | Joseph Siffert                | Rob Walker Racing Team      | Brabham      | Brabham BT11 | F1-6-64     | BRM P56 V8                                                 | D            |
| 18  | Moisés Solana                 | Team Lotus                  | Lotus        | Lotus 25C    | 25 R6       | Coventry Climax FWMV MkIII V8                              | D            |
| 21  | Richard Attwood               | Reg Parnell Racing          | Lotus        | Lotus 25C    | 25 R3       | BRM P56 V8                                                 | D            |
| 22  | Innes Ireland                 | Reg Parnell Racing          | Lotus        | Lotus 33     | 33 R13      | BRM P56 V8                                                 | D            |
| 24  | Bob Bondurant                 | North American Racing Team  | Ferrari      | Ferrari 158  | 158/0006    | Ferrari 205B V8                                            | D            |

## Qualifications
Deux séances qualificatives de quatre heures chacune sont prévues, les vendredi et samedi précédant la course.

### Première séance - vendredi1eroctobre
Le ciel est couvert et la piste humide lorsque commence la première séance d'entraînement, le vendredi à treize heures. Grippé, Innes Ireland a préféré renter à son motel, son coéquipier Richard Attwood se chargeant de la mise au point des deux Lotus de l'équipe de Tim Parnell. Graham Hill et Jackie Stewart sont parmi les premiers à prendre la piste, le second découvrant le circuit. Les trajectoires s'asséchant partiellement, les deux pilotes de l'équipe BRM améliorent continuellement leurs temps, Hill achevant sa série de douze tours avec le meilleur temps provisoire, à près de 172 km/h de moyenne, son jeune coéquipier étant presque aussi rapide. Comme à Monza le mois précédent, le moteur Climax 32 soupapes monté sur la Brabham de Dan Gurney perd de l'huile et manque de puissance, un problème affectant aussi la Lotus de Jim Clark. Le champion du monde emprunte alors la monoplace de son coéquipier Mike Spence. Il ne va effectuer que quelques tours à son volant, un changement de vitesses raté à l'abord du dernier virage du circuit l'expédiant hors de la piste après avoir escaladé la bordure extérieure. En milieu d'après-midi, la pluie fait son apparition et seuls quelques pilotes continuent à tourner. La piste va toutefois complétement s'assécher en fin de session, et tous reprennent le volant, Hill se montrant finalement le plus rapide de la journée avec un tour à 183,8 km/h de moyenne, suivi de près par Clark (dont le moteur 32 soupapes a été révisé) et par Stewart. Les problèmes de Gurney n'ont pu être complètement résolus et le pilote californien n'obtient que le septième temps, devancé par la Ferrari de Lorenzo Bandini ainsi que par les Brabham de son coéquipier et patron et celle (privée) de Joakim Bonnier. Également mécontent du comportement de sa Honda, Richie Ginther s'est rabattu sur le mulet de l'équipe avec lequel il améliore sensiblement ses temps, ne réalisant toutefois que la neuvième performance du jour, à égalité avec son coéquipier Ronnie Bucknum.
| Pos. | Pilote          | Écurie         | Temps         | Écart    |
| ---- | --------------- | -------------- | ------------- | -------- |
| 1    | Graham Hill     | BRM            | 1 min 12 s 5  |          |
| 2    | Jim Clark       | Lotus-Climax   | 1 min 12 s 7  | + 0 s 2  |
| 3    | Jackie Stewart  | BRM            | 1 min 12 s 8  | + 0 s 3  |
| 4    | Lorenzo Bandini | Ferrari        | 1 min 13 s 05 | + 0 s 55 |
| 5    | Jack Brabham    | Brabham-Climax | 1 min 13 s 2  | + 0 s 7  |
| 6    | Joakim Bonnier  | Brabham-Climax | 1 min 13 s 2  | + 0 s 7  |
| 7    | Dan Gurney      | Brabham-Climax | 1 min 13 s 5  | + 1 s 0  |
| 8    | Joseph Siffert  | Brabham-BRM    | 1 min 13 s 7  | + 1 s 2  |
| 9    | Richie Ginther  | Honda          | 1 min 14 s 2  | + 1 s 7  |
| 10   | Ronnie Bucknum  | Honda          | 1 min 14 s 2  | + 1 s 7  |
| 11   | Mike Spence     | Lotus-Climax   | 1 min 14 s 25 | + 1 s 75 |
| 12   | Jochen Rindt    | Cooper-Climax  | 1 min 14 s 85 | + 2 s 35 |
| 13   | Pedro Rodríguez | Ferrari        | 1 min 14 s 9  | + 2 s 4  |
| 14   | Bob Bondurant   | Ferrari        | 1 min 15 s 1  | + 2 s 6  |
| 15   | Richard Attwood | Lotus-BRM      | 1 min 15 s 4  | + 2 s 9  |
| 16   | Bruce McLaren   | Cooper-Climax  | 1 min 15 s 4  | + 2 s 9  |
| 17   | Moisés Solana   | Lotus-Climax   | 1 min 20 s 7  | + 8 s 2  |

### Deuxième séance - samedi 2 octobre
Le ciel est de nouveau couvert le samedi après-midi, pour la deuxième journée d'essais, mais la piste est parfaitement sèche. Bien qu'encore souffrant, Ireland effectue quelques tours afin d'assurer sa qualifications avant de rentrer se reposer. Hill se montre d'emblée très rapide, établissant bientôt un nouveau record (officieux) de la piste à 185,4 km/h de moyenne. Clark prend alors la piste pour tenter de contrer son rival mais un dysfonctionnement de l'allumage contrarie cette première tentative. Entre-temps, Hill améliore de quelques centièmes de seconde, son coéquipier Stewart égalant peu après son temps. Ses connexions électriques ayant été réglés, Clark repart et atteint 186 km/h de moyenne. Alors qu'il essaie encore d'améliorer sa performance, son coéquipier Spence prend sa roue et, profitant de l'aspiration, le double et réalise un tour à 186,3 km/h ; Clark réplique aussitôt et fixe la barre à 186,7 km/h ! Hill fait mieux encore et porte le record à 187 km/h, mais un problème de dents endommagées sur un pignon de distribution du moteur 32 soupapes de Clark interrompt provisoirement le duel. Entre-temps Ginther, toujours insatisfait du comportement de sa monoplace, l'a échangée avec celle de son coéquipier Bucknum et, profitant du sillage des Lotus officielles, a réalisé le troisième meilleur temps, à quinze centièmes de seconde de celui réalisé par Hill. La monoplace de Clark étant immobilisée, la chasse à la pole position semble terminée mais le champion du monde reprend alors la monoplace de Spence, moins puissante que la sienne car équipée d'une version 16 soupapes du moteur Climax. À son volant, il réalise néanmoins d'excellentes performances et va profiter de l'aspiration de la Honda de Bucknum pour battre Hill de quelques centièmes de seconde, s'appropriant le meilleur temps de la journée à 187,2 km/h de moyenne ! Derrière Hill, Ginther et Spence, Bandini obtient le cinquième meilleur temps, battant de peu Stewart, les six premiers étant groupés en seulement six dixièmes de seconde. Disposant de monoplaces moins puissantes, Brabham et Gurney échouent à plus d'une seconde du champion du monde. Le moteur 32 soupapes de Gurney ne donne pas son rendement maximal et continue à perdre de l'huile aussi l'Américain va-t-il demander que le moteur 16 soupapes utilisé lors des courses précédentes soit remonté sur sa voiture. Cela va permettre à l'équipe Lotus de récupérer un pignon de distribution afin de réparer le moteur 32 soupapes de Clark, qui pourra ainsi disposer de sa monture habituelle le lendemain. Cette décision lui coûte cependant la pole position, obtenue sur la voiture de Spence qu'il n'utilisera pas en course. Hill partira donc à la corde de la première ligne et Clark à l'extérieur. De même Bucknum, qui a effectué le neuvième temps sur la monoplace qui lui était initialement dévolue et qui partira finalement sur le mulet, ne sera crédité que du douzième temps, réalisé sur cette voiture de réserve.

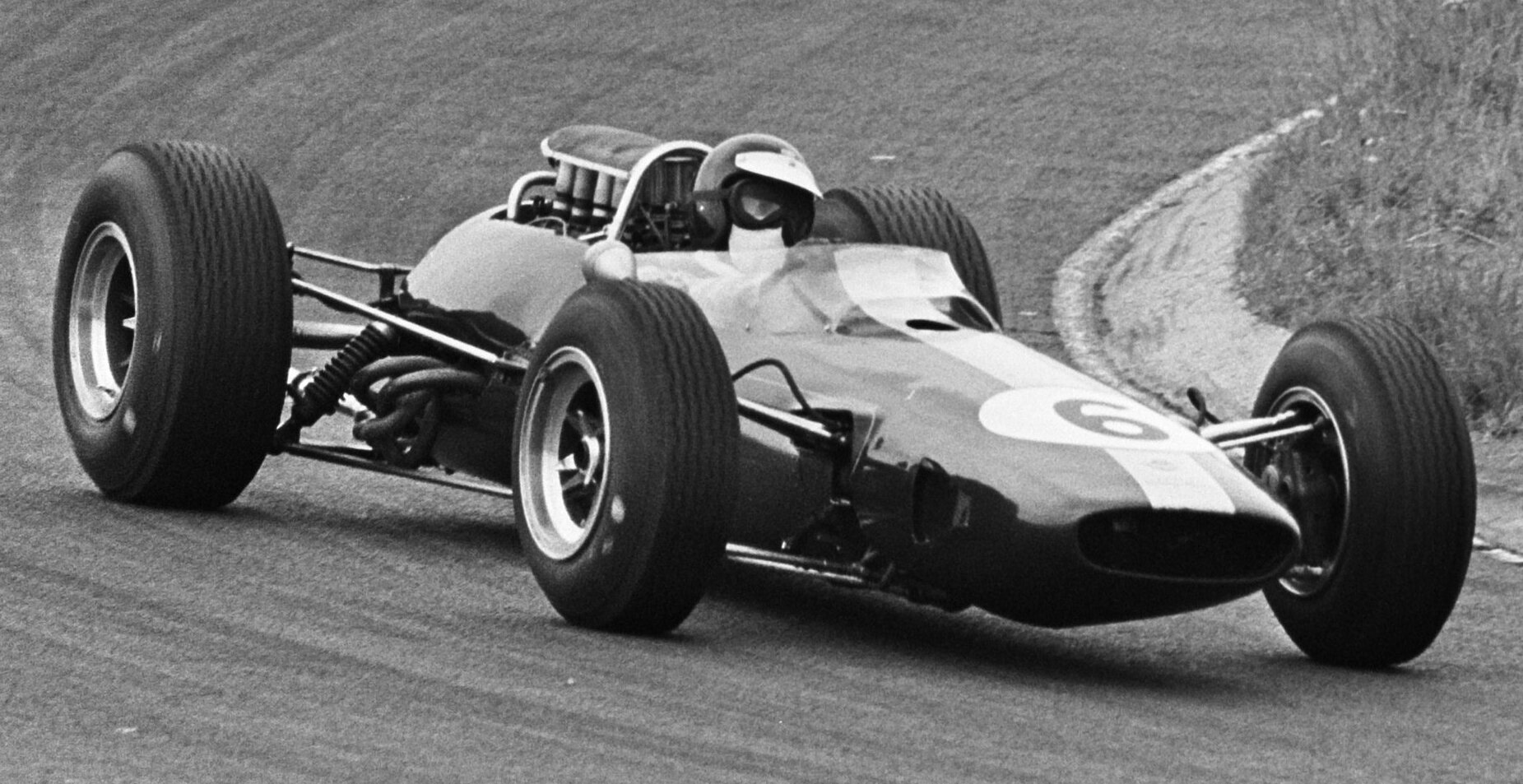
Bien qu'ayant dû emprunter la Lotus 33 de son coéquipier, Jim Clark s'est une nouvelle fois montré le plus rapide aux essais.

| Pos. | Pilote          | Écurie         | Temps         | Écart    |
| ---- | --------------- | -------------- | ------------- | -------- |
| 1    | Jim Clark       | Lotus-Climax   | 1 min 11 s 16 |          |
| 2    | Graham Hill     | BRM            | 1 min 11 s 25 | + 0 s 09 |
| 3    | Richie Ginther  | Honda          | 1 min 11 s 4  | + 0 s 24 |
| 4    | Mike Spence     | Lotus-Climax   | 1 min 11 s 5  | + 0 s 34 |
| 5    | Lorenzo Bandini | Ferrari        | 1 min 11 s 73 | + 0 s 57 |
| 6    | Jackie Stewart  | BRM            | 1 min 11 s 76 | + 0 s 60 |
| 7    | Jack Brabham    | Brabham-Climax | 1 min 12 s 2  | + 1 s 04 |
| 8    | Dan Gurney      | Brabham-Climax | 1 min 12 s 25 | + 1 s 09 |
| 9    | Ronnie Bucknum  | Honda          | 1 min 12 s 3  | + 1 s 14 |
| 10   | Bruce McLaren   | Cooper-Climax  | 1 min 12 s 45 | + 1 s 29 |
| 11   | Joakim Bonnier  | Brabham-Climax | 1 min 12 s 45 | + 1 s 29 |
| 12   | Joseph Siffert  | Brabham-BRM    | 1 min 12 s 5  | + 1 s 34 |
| 13   | Jochen Rindt    | Cooper-Climax  | 1 min 12 s 9  | + 1 s 74 |
| 14   | Bob Bondurant   | Ferrari        | 1 min 12 s 9  | + 1 s 74 |
| 15   | Pedro Rodríguez | Ferrari        | 1 min 13 s 0  | + 1 s 84 |
| 16   | Richard Attwood | Lotus-BRM      | 1 min 13 s 7  | + 2 s 54 |
| 17   | Moisés Solana   | Lotus-Climax   | 1 min 13 s 7  | + 2 s 54 |
| 18   | Innes Ireland   | Lotus-BRM      | 1 min 15 s 0  | + 3 s 84 |

### Tableau final des qualifications
| Pos. | Pilote          | Écurie         | Temps         | Écart    | Commentaire             |
| ---- | --------------- | -------------- | ------------- | -------- | ----------------------- |
| 1    | Jim Clark       | Lotus-Climax   | 1 min 11 s 16 |          | temps réalisé le samedi |
| 2    | Graham Hill     | BRM            | 1 min 11 s 25 | + 0 s 09 | temps réalisé le samedi |
| 3    | Richie Ginther  | Honda          | 1 min 11 s 4  | + 0 s 24 | temps réalisé le samedi |
| 4    | Mike Spence     | Lotus-Climax   | 1 min 11 s 5  | + 0 s 34 | temps réalisé le samedi |
| 5    | Lorenzo Bandini | Ferrari        | 1 min 11 s 73 | + 0 s 57 | temps réalisé le samedi |
| 6    | Jackie Stewart  | BRM            | 1 min 11 s 76 | + 0 s 60 | temps réalisé le samedi |
| 7    | Jack Brabham    | Brabham-Climax | 1 min 12 s 2  | + 1 s 04 | temps réalisé le samedi |
| 8    | Dan Gurney      | Brabham-Climax | 1 min 12 s 25 | + 1 s 09 | temps réalisé le samedi |
| 9    | Ronnie Bucknum  | Honda          | 1 min 12 s 3  | + 1 s 14 | temps réalisé le samedi |
| 10   | Bruce McLaren   | Cooper-Climax  | 1 min 12 s 45 | + 1 s 29 | temps réalisé le samedi |
| 11   | Joakim Bonnier  | Brabham-Climax | 1 min 12 s 45 | + 1 s 29 | temps réalisé le samedi |
| 12   | Joseph Siffert  | Brabham-BRM    | 1 min 12 s 5  | + 1 s 34 | temps réalisé le samedi |
| 13   | Jochen Rindt    | Cooper-Climax  | 1 min 12 s 9  | + 1 s 74 | temps réalisé le samedi |
| 14   | Bob Bondurant   | Ferrari        | 1 min 12 s 9  | + 1 s 74 | temps réalisé le samedi |
| 15   | Pedro Rodríguez | Ferrari        | 1 min 13 s 0  | + 1 s 84 | temps réalisé le samedi |
| 16   | Richard Attwood | Lotus-BRM      | 1 min 13 s 7  | + 2 s 54 | temps réalisé le samedi |
| 17   | Moisés Solana   | Lotus-Climax   | 1 min 13 s 7  | + 2 s 54 | temps réalisé le samedi |
| 18   | Innes Ireland   | Lotus-BRM      | 1 min 15 s 0  | + 3 s 84 | temps réalisé le samedi |

## Grille de départ
| 1re ligne |                              | Pos. 2                         |                                | Pos. 1                        |
|           |                              | Clark Lotus 1 min 11 s 35      |                                | G. Hill BRM 1 min 11 s 25     |
| 2e ligne  | Pos. 4                       |                                | Pos. 3                         |                               |
|           | Spence Lotus 1 min 11 s 5    |                                | Ginther Honda 1 min 11 s 4     |                               |
| 3e ligne  |                              | Pos. 6                         |                                | Pos. 5                        |
|           |                              | Stewart BRM 1 min 11 s 76      |                                | Bandini Ferrari 1 min 11 s 73 |
| 4e ligne  | Pos. 8                       |                                | Pos. 7                         |                               |
|           | Gurney Brabham 1 min 12 s 25 |                                | Brabham 1 min 12 s 2           |                               |
| 5e ligne  |                              | Pos. 10                        |                                | Pos. 9                        |
|           |                              | Bonnier Brabham 1 min 12 s 45  |                                | McLaren Cooper 1 min 12 s 45  |
| 6e ligne  | Pos. 12                      |                                | Pos. 11                        |                               |
|           | Bucknum Honda 1 min 12 s 7   |                                | Siffert Brabham 1 min 12 s 5   |                               |
| 7e ligne  |                              | Pos. 14                        |                                | Pos. 13                       |
|           |                              | Bondurant Ferrari 1 min 12 s 9 |                                | Rindt Cooper 1 min 12 s 9     |
| 8e ligne  | Pos. 16                      |                                | Pos. 15                        |                               |
|           | Attwood Lotus 1 min 13 s 7   |                                | Rodríguez Ferrari 1 min 13 s 0 |                               |
| 9e ligne  |                              | Pos. 18                        |                                | Pos. 17                       |
|           |                              | Ireland Lotus 1 min 15 s 0     |                                | Solana Lotus 1 min 13 s 7     |

## Déroulement de la course

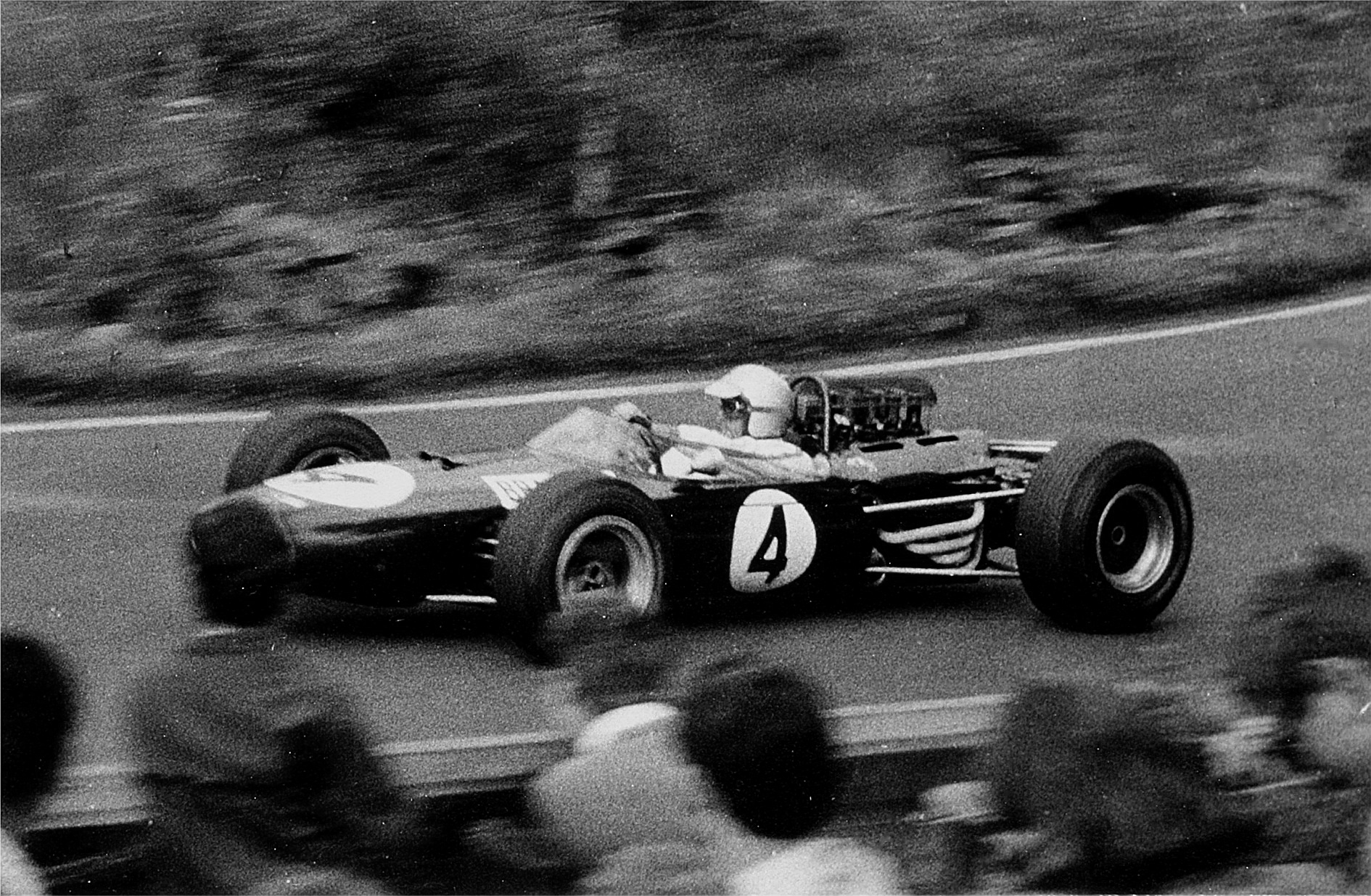
Le pilote-constructeur Jack Brabham (vu ici sur sa BT11 lors d'une course précédente), l'un des principaux animateurs de l'épreuve.

Le temps est couvert mais la piste est pratiquement sèche lorsque le départ est donné, le dimanche après-midi, devant près de soixante-cinq mille spectateurs. Graham Hill exploite parfaitement sa pole position et extrait sa BRM en tête du premier virage, juste devant la Lotus de Jim Clark et la Honda de Richie Ginther. Très bien parti depuis la troisième ligne, Jackie Stewart est quatrième. Il se porte rapidement au côté de Ginther et tente de le déborder, mais les deux voitures se touchent : Stewart sort légèrement de la piste et heurte la bordure, tordant un triangle de suspension de sa BRM, tandis que l'Américain, freiné, se fait immédiatement déborder par la Ferrari de Lorenzo Bandini, la Lotus de Mike Spence et les Brabham de Jack Brabham et Dan Gurney. Hill repasse le premier devant les tribunes, quelques dixièmes de seconde devant Clark. Stewart est une seconde plus loin, détaché devant Bandini. Vient ensuite le reste du peloton, emmené par Spence. Clark talonne Hill et, à la fin du deuxième tour, parvient à s'emparer du commandement, profitant d'une sortie un peu trop large de son adversaire dans le dernier virage («Hard Right»). Les deux hommes précèdent toujours Stewart qui, malgré sa suspension endommagée, s'est un peu rapproché, alors que le reste de la meute a perdu du terrain sur les hommes de tête. Alors que les deux pilotes BRM roulent de concert dans le sillage de Clark, le câble d'accélérateur de Stewart cède, forçant le pilote écossais à rejoindre son stand, sur sa lancée, à la fin du quatrième tour. Il y passera plus de vingt minutes avant d'en ressortir, mais le mauvais état de sa suspension le contraindra peu après à l'abandon. Clark et Hill se retrouvent seuls en tête, avec cinq secondes d'avance sur Bandini, désormais troisième, et six sur le peloton toujours mené par Spence. Hill attaque et reprend la première place à Clark, sans toutefois parvenir à distancer le champion du monde, qui s'accroche à son sillage. Alors que le ciel devient de plus en plus menaçant, Spence se fait déborder par Gurney et Brabham qui vont dès lors fondre rapidement sur Bandini. À la fin du dixième tour, Hill continue à mener mais Clark se maintient à moins d'une seconde de la BRM. Gurney a dépassé Bandini, maintenant sous la menace directe de Brabham, ces trois hommes accusant déjà un retard de treize secondes. Spence vient d'abandonner, moteur cassé, et c'est désormais Joakim Bonnier (sur Brabham) qui occupe la sixième place, à la tête d'un groupe comprenant les Cooper de Jochen Rindt et de Bruce McLaren, la Ferrari de Pedro Rodríguez et la Brabham de Joseph Siffert. Deux tours après son coéquipier, Clark subit le même sort, laissant Hill seul au commandement avec une confortable avance de quatorze secondes sur Gurney et Bandini, suivis d'assez près par Brabham. McLaren a également renoncé, pression d'huile à zéro, laissant Bonnier et Rindt se disputer la cinquième place. Une pluie fine s'est mise à tomber, rendant la piste légèrement humide, et le jeune Autrichien va cependant effectuer un tête-à-queue et rétrograder au classement. Brabham dépasse Bandini au quatorzième tour, puis son coéquipier Gurney au suivant, le pilote-constructeur accédant à la deuxième place à seize secondes et demie de Hill. Quatre boucles plus tard, Gurney reprend la seconde place, tandis que Rodríguez déborde Bonnier pour le gain de la cinquième. Hill possède maintenant dix-huit secondes d'avance sur son plus proche adversaire, les deux hommes évoluant sur le même rythme. Quelques secondes derrière Gurney, Brabham est talonné par Bandini. Siffert, qui roulait dans le sillage de son coéquipier Bonnier, va devoir effectuer un très long arrêt au stand pour tenter de remédier à des problèmes d'embrayage, perdant toute chance de bien figurer. Hill contrôle toujours facilement la course lorsqu'une forte averse détrempe rapidement la piste, qui devient alors très glissante. Dans ces conditions, Gurney et Brabham, bien aidés par l'efficacité de leurs pneus Goodyear, se montrent plus rapides que le Britannique et réduisent sensiblement leur retard. C'est alors qu'une bourrasque entraîne une importante projection d'eau dans le virage précédant la longue ligne droite ; surpris, Hill n'a d'autre choix que de prendre l'extérieur pour éviter la partie inondée de la route, parcourant près de deux cents mètres dans l'herbe avant de regagner la piste. Alertés, ses poursuivants ont pu éviter le piège et Gurney n'est plus qu'à cinq secondes de la BRM. La pluie a cessé mais Hill, prudent, temporise quelque temps laissant Gurney se rapprocher à moins de trois secondes avant de reprendre une cadence rapide. Brabham n'est qu'à une centaine de mètres de son coéquipier ; il a nettement distancé Bandini, désormais à plus d'une demi-minute de l'Australien. Rindt a profité des conditions difficiles pour remonter au classement et a retrouvé la sixième place ; il n'est qu'à dix secondes de Rodríguez et revient progressivement sur le pilote mexicain.  
Des averses intermittentes empêchent la trajectoire de sécher totalement. Les trois hommes de tête tournent alors sensiblement sur le même rythme, Hill conservant quelques secondes d'avance sur ses deux poursuivants. Rindt a facilement rattrapé Rodríguez pour s'emparer de la cinquième place. Cependant, au quarante-huitième tour, Gurney dérape et effectue une embardée ; il parvient à reprendre le contrôle de sa monoplace mais Brabham en a profité pour le dépasser. Le pilote-constructeur hausse alors le rythme et revient rapidement dans les roues de Hill. Au début du cinquante-troisième tour, les deux hommes s'apprêtent à dépasser la Lotus de Richard Attwood, très attardée. Attwood n'a pas vu les monoplaces derrière lui et gêne considérablement Hill ; Brabham s'en sort mieux et déborde les deux voitures, prenant le commandement de la course. Il aborde toutefois trop vite le virage à angle droit précédant les stands et sort dans l'herbe. Il perd une dizaine de secondes et retombe en troisième position Hill récupérant la première place, trois secondes devant Gurney. À la mi-course, seuls ces trois pilotes sont dans le même tour, après avoir dépassé Bandini. Le pilote italien est toujours quatrième, mais Rindt lui reprend deux à trois secondes au tour. Au soixantième tour, Gurney est revenu dans les roues de Hill, Brabham restant dix secondes en retrait. Rindt a pris la quatrième place à Bandini mais ne parvient pas à le distancer et les deux pilotes roulent maintenant de concert, huit secondes devant Rodríguez. Gurney menace continuellement Hill, mais celui-ci ne commet aucune faute et parvient, la piste s'asséchant progressivement, à reprendre un peu de champ, Brabham se maintenant à dix secondes de la BRM de tête. Rindt commence à avoir des problèmes de boîte de vitesses et Bandini va lui reprendre facilement la quatrième place. La pluie a totalement cessé et la piste s'assèche complètement. Hill accélère nettement et va améliorer à maintes reprises le record de la piste, distançant progressivement les deux pilotes Brabham et se mettant à l'abri de toute menace. Dès lors, la course est jouée. Après avoir porté le record à 185,3 km/h de moyenne, le Britannique remporte pour la troisième année consécutive l'épreuve américaine, Gurney et Brabham complétant le podium. Ils précèdent les deux Ferrari de Bandini et Rodríguez, ce dernier ayant profité des ennuis de Rindt pour lui reprendre la cinquième place à quelques tours de l'arrivée.

### Classements intermédiaires
Classements intermédiaires des monoplaces aux premier, troisième, cinquième, huitième, dixième, quinzième, vingtième, vingt-cinquième, trentième, quarantième, cinquantième, cinquante-cinquième, soixantième, soixante-dixième, quatre-vingtième et centième tours.

### Classement de la course

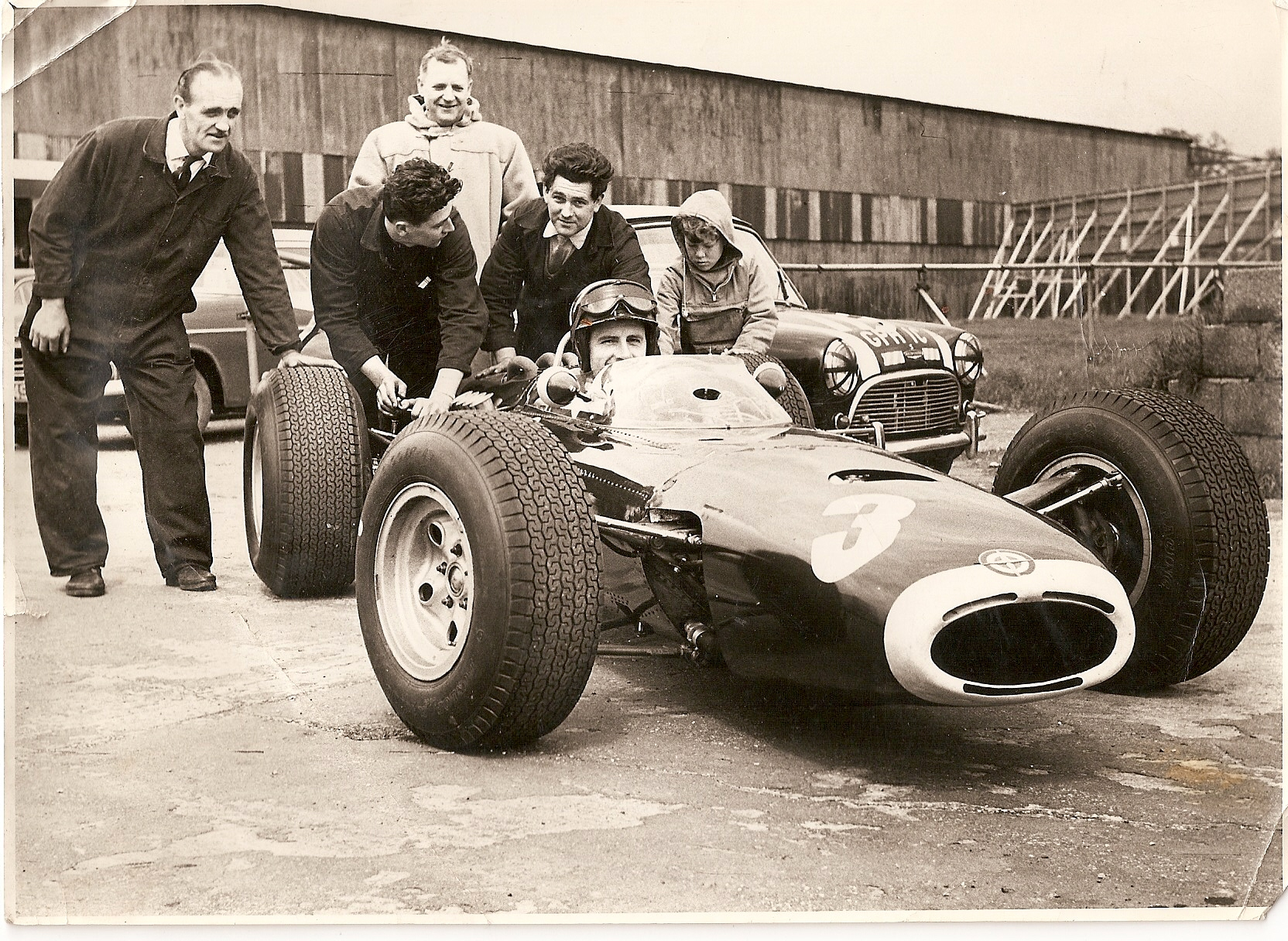
Au volant de sa BRM P261, Graham Hill remporte une nouvelle fois le Grand Prix des USA.

| Pos  | N° | Pilote          | Écurie         | Tours | Temps/Abandon                  | Grille | Points |
| ---- | -- | --------------- | -------------- | ----- | ------------------------------ | ------ | ------ |
| 1    | 3  | Graham Hill     | BRM            | 110   | 2 h 20 min 36 s 1              | 1      | 9      |
| 2    | 8  | Dan Gurney      | Brabham-Climax | 110   | 2 h 20 min 48 s 6 (+ 12 s 5)   | 8      | 6      |
| 3    | 7  | Jack Brabham    | Brabham-Climax | 110   | 2 h 21 min 33 s 6 (+ 57 s 5)   | 7      | 4      |
| 4    | 2  | Lorenzo Bandini | Ferrari        | 109   | 2 h 21 min 09 s 7 (+ 1 tour)   | 5      | 3      |
| 5    | 14 | Pedro Rodríguez | Ferrari        | 109   | 2 h 21 min 50 s 7 (+ 1 tour)   | 15     | 2      |
| 6    | 10 | Jochen Rindt    | Cooper-Climax  | 108   | 2 h 20 min 48 s 2 (+ 2 tours)  | 13     | 1      |
| 7    | 11 | Richie Ginther  | Honda          | 108   | 2 h 21 min 40 s 6 (+ 2 tours)  | 3      |        |
| 8    | 15 | Jo Bonnier      | Brabham-Climax | 107   | 2 h 21 min 46 s 8 (+ 3 tours)  | 10     |        |
| 9    | 24 | Bob Bondurant   | Ferrari        | 106   | 2 h 21 min 39 s 0 (+ 4 tours)  | 14     |        |
| 10   | 21 | Richard Attwood | Lotus-BRM      | 101   | 2 h 21 min 49 s 9 (+ 9 tours)  | 16     |        |
| 11   | 16 | Jo Siffert      | Brabham-BRM    | 99    | 2 h 21 min 35 s 4 (+ 11 tours) | 11     |        |
| 12   | 18 | Moises Solana   | Lotus-Climax   | 95    | 2 h 20 min 40 s 7 (+ 15 tours) | 17     |        |
| 13   | 12 | Ronnie Bucknum  | Honda          | 92    | 2 h 21 min 35 s 6 (+ 18 tours) | 12     |        |
| Abd. | 4  | Jackie Stewart  | BRM            | 12    | Suspension                     | 6      |        |
| Abd. | 5  | Jim Clark       | Lotus-Climax   | 11    | Moteur                         | 2      |        |
| Abd. | 9  | Bruce McLaren   | Cooper-Climax  | 11    | Pression d'huile               | 9      |        |
| Abd. | 6  | Mike Spence     | Lotus-Climax   | 9     | Moteur                         | 4      |        |
| Abd. | 22 | Innes Ireland   | Lotus-BRM      | 9     | Pilote malade                  | 18     |        |

Légende :
- Abd.=Abandon

### Pole position et record du tour
- Pole position :  Graham Hill (BRM) en 1 min 11 s 25 (vitesse moyenne : 186,998 km/h). Temps réalisé lors de la séance d'essais du samedi 2 octobre. Lors de cette même séance, Jim Clark a couvert un tour en 1 min 11 s 16 (vitesse moyenne : 187,234 km/h), non retenu pour l'établissement de la grille de départ car réalisé sur la Lotus de son coéquipier Mike Spence[1].
- Meilleur tour en course :  Graham Hill (BRM) en 1 min 11 s 9 (vitesse moyenne : 185,307 km/h) au cent-cinquième tour.

#### Évolution du record du tour en course
Le meilleur tour fut amélioré seize fois au cours de l'épreuve.

### Tours en tête
- Graham Hill : 107 tours (1 / 5-110)[Note 16]
- Jim Clark : 3 tours (2-4)

## Classement général à l'issue de la course
- Attribution des points : 9, 6, 4, 3, 2, 1 respectivement aux six premiers de chaque épreuve.
- Pour la coupe des constructeurs, même barème et seule la voiture la mieux classée de chaque équipe inscrit des points.
- Seuls les six meilleurs résultats sont comptabilisés. Graham Hill doit donc décompter les deux points acquis en Belgique, les deux points acquis en France et les trois acquis aux Pays-Bas et Jackie Stewart doit décompter le point marqué en Afrique du Sud. Pour la coupe des constructeurs, BRM doit décompter les quatre points marqués en Afrique du Sud, les six marqués aux Pays-Bas et les six marqués en Allemagne ; Ferrari doit déduire le point acquis en Allemagne et Brabham-Climax celui acquis en Grande-Bretagne.
- Le règlement permet aux pilotes de se relayer sur une même voiture, les points éventuellement acquis étant alors perdus pour pilotes et constructeur
- Sur onze manches qualificatives prévues pour le championnat du monde 1965, dix ont été maintenues au calendrier, les organisateurs du Grand Prix d'Autriche (programmé le 22 août) ayant pris en février la décision d'annuler l'épreuve[16].

| Pos. | Pilote          | Écurie  | Points  | AFS | MON | BEL | FRA | GBR | NL  | ALL | ITA | USA | MEX |
| ---- | --------------- | ------- | ------- | --- | --- | --- | --- | --- | --- | --- | --- | --- | --- |
| 1    | Jim Clark       | Lotus   | 54      | 9   | -   | 9   | 9   | 9   | 9   | 9   | -   | -   |     |
| 2    | Graham Hill     | BRM     | 40 (47) | 4   | 9   | (2) | (2) | 6   | (3) | 6   | 6   | 9   |     |
| 3    | Jackie Stewart  | BRM     | 33 (34) | (1) | 4   | 6   | 6   | 2   | 6   | -   | 9   | -   |     |
| 4    | Dan Gurney      | Brabham | 19      | -   | -   | -   | -   | 1   | 4   | 4   | 4   | 6   |     |
| 5    | John Surtees    | Ferrari | 17      | 6   | 3   | -   | 4   | 4   | -   | -   | -   | -   |     |
| 6    | Lorenzo Bandini | Ferrari | 13      | -   | 6   | -   | -   | -   | -   | 1   | 3   | 3   |     |
| 7    | Bruce McLaren   | Cooper  | 10      | 2   | 2   | 4   | -   | -   | -   | -   | 2   | -   |     |
| 8    | Jack Brabham    | Brabham | 9       | -   | -   | 3   | -   | -   | -   | 2   | -   | 4   |     |
| 9    | Mike Spence     | Lotus   | 6       | 3   | -   | -   | -   | 3   | -   | -   | -   | -   |     |
| 10   | Denny Hulme     | Brabham | 5       | -   | -   | -   | 3   | -   | 2   | -   | -   | -   |     |
| 11   | Jochen Rindt    | Cooper  | 4       | -   | -   | -   | -   | -   | -   | 3   | -   | 1   |     |
| 12   | Pedro Rodríguez | Ferrari | 2       | -   | -   | -   | -   | -   | -   | -   | -   | 2   |     |
|      | Joseph Siffert  | Brabham | 2       | -   | 1   | -   | 1   | -   | -   | -   | -   | -   |     |
|      | Richie Ginther  | Honda   | 2       | -   | -   | 1   | -   | -   | 1   | -   | -   | -   |     |
| 15   | Richard Attwood | Lotus   | 1       | -   | -   | -   | -   | -   | -   | -   | 1   | -   |     |

| Pos. | Écurie         | Points  | AFS | MON | BEL | FRA | GBR | NL  | ALL | ITA | USA | MEX |
| ---- | -------------- | ------- | --- | --- | --- | --- | --- | --- | --- | --- | --- | --- |
| 1    | Lotus-Climax   | 54      | 9   | -   | 9   | 9   | 9   | 9   | 9   | -   | -   |     |
| 2    | BRM            | 45 (61) | (4) | 9   | 6   | 6   | 6   | (6) | (6) | 9   | 9   |     |
| 3    | Ferrari        | 26 (27) | 6   | 6   | -   | 4   | 4   | -   | (1) | 3   | 3   |     |
| 4    | Brabham-Climax | 24 (25) | -   | -   | 3   | 3   | (1) | 4   | 4   | 4   | 6   |     |
| 5    | Cooper-Climax  | 14      | 2   | 2   | 4   | -   | -   | -   | 3   | 2   | 1   |     |
| 6    | Brabham-BRM    | 2       | -   | 1   | -   | 1   | -   | -   | -   | -   | -   |     |
|      | Honda          | 2       | -   | -   | 1   | -   | -   | 1   | -   | -   | -   |     |
| 8    | Lotus-BRM      | 1       | -   | -   | -   | -   | -   | -   | -   | 1   | -   |     |

## À noter
- 10e victoire en championnat du monde pour Graham Hill.
- 12e victoire en championnat du monde pour BRM en tant que constructeur.
- 12e victoire en championnat du monde pour BRM en tant que motoriste.
- 1er Grand Prix de championnat du monde pour Bob Bondurant.